# Grupa Inicjatywna

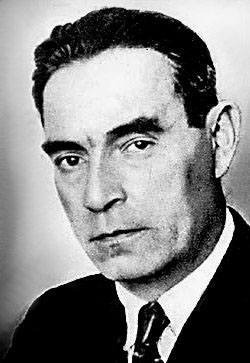
Marceli Nowotko, członek Pierwszej Grupy Inicjatywnej PPR

Grupa Inicjatywna – utworzona w 1941 (według różnych źródeł w czerwcu lub na przełomie lipca i sierpnia) z upoważnienia Komitetu Wykonawczego Międzynarodówki Komunistycznej (Kominternu) grupa polskich działaczy komunistycznych przebywających w ZSRR. Grupa miała po zrzucie spadochronowym dokonanym przez lotnictwo sowieckie na terenie okupowanej przez Niemcy Polski dokonać utworzenia w Polsce partii komunistycznej – Polskiej Partii Robotniczej. Pierwotnie byli określani jako „grupa krajowa”.
22 czerwca 1941 nastąpił atak III Rzeszy na ZSRR. W pierwszych dniach lipca 1941 sekretarz generalny Międzynarodówki Komunistycznej Georgi Dymitrow wezwał grupę polską w szkole Kominternu w Kusznarenkowie i oświadczył, że Komintern zgodził się na utworzenie partii komunistycznej w Polsce, a członkowie grupy mają być jej trzonem. Autorem nazwy partii był Józef Stalin, który 27 sierpnia 1941 przekazał sekretarzowi generalnemu Kominternu Georgi Dymitrowowi wskazówki, by nie posługiwać się nazwą „partia komunistyczna”, gdyż mogłaby odstraszać przyszłych członków. Dymitrow 29 sierpnia 1941 przekazał dyspozycje Stalina grupie polskich komunistów (nazwa partii pozbawiona wyrazu „komunistyczna” wzbudziła szereg wątpliwości wśród polskich komunistów w ZSRR). Do Międzynarodówki Komunistycznej w Moskwie zgłosiło się wielu działaczy komunistycznych, z grona których wyselekcjonowano grupę kilkunastu osób, którzy mieli być zrzuceni na spadochronach na ziemie polskie, po czym nawiązać kontakt z działającymi w konspiracji komunistami i odtworzyć partię komunistyczną. Do września 1941 odbywały się prace organizacyjne oraz mające na celu sformowanie planu politycznego partii. Grupa podkreślała potrzebę budowy frontu narodowego do walki z nazistowskimi Niemcami czy obrony interesów mas pracujących i ich wyzwolenia z jarzma kapitalizmu.

## Pierwsza Grupa Inicjatywna
Pierwszy skład Grupy Inicjatywnej PPR stanowili: 
- Marceli Nowotko,
- Paweł Finder,
- Bolesław Mołojec,
- Jan Turlejski,
- Pinkus Kartin,
- Czesław Skoniecki,
- Roman Śliwa,
- Jakub Aleksandrowicz,
- Lucjan Partyński,
- Anastazy Kowalczyk,
- Augustyn Micał,
- Feliks Papliński,
- Józef Wieczorek.

Samolot mający przetransportować tę grupę rozbił się tuż po starcie z lotniska w Wiaźmie 26 września 1941. W wyniku wypadku zginął Jan Turlejski, a rany odnieśli Skoniecki, Śliwa i Aleksandrowicz. Zmarłego Turlejskiego zastąpiła Maria Rutkiewicz, a ze składu grupy został wycofany Partyński, którego skierowano do innych zadań. 
Wobec zbliżania się frontu niemiecko-radzieckiej wojny członkowie zmieniali miejsca pobytu, w końcu przenieśli się do Ufy, gdzie czyniono nadal przygotowania w zakresie politycznym grupy. Później powrócili do Moskwy. Pierwsza grupa inicjatywna została podzielona na dwie części. Sześcioro członków grupy (Nowotko, Finder, Mołojec, Kartin, Skoniecki i Rutkiewicz) zostało przerzuconych na spadochronach do kraju, lądując nocą 27/28 grudnia 1941 koło wsi Wiązowna pod Warszawą. Podczas lądowania Nowotko doznał złamania nogi, zaś zagubieniu uległa zrzucona na osobnym spadochronie stacja radiowa nadawczo-odbiorcza grupy (radiotelegrafistką była Rutkiewicz). Nowotko, Finder i Rutkiewicz przedostali się następnie do podwarszawskiej Radości, zaś pozostała trójka miała przedostać się do stolicy oddzielnie. Wkrótce wszyscy spotkali się u swoich współpracowników w mieszkaniu Warszawskiej Spółdzielni Mieszkaniowej na Żoliborzu. 5 stycznia 1942 grupa ta utworzyła Polską Partię Robotniczą.

## Druga Grupa Inicjatywna
W nocy z 5 na 6 stycznia dołączyła do nich reszta grupy – Aleksandrowicz (zrzucony w powiecie Biała Podlaska), Augustyn Micał (zrzucony w rejon powiatu rzeszowskiego), Kowalczyk, Papliński i Śliwa (zrzuceni w powiecie koneckim). W nocy z 19 na 20 maja 1942 zrzucono na spadochronach tak zwaną Drugą Grupę Inicjatywną, w skład której wchodzili: 
- Małgorzata Fornalska,
- Jadwiga Ludwińska,
- Piotr Drążkiewicz,
- Aleksander Kowalski,
- Jan Krasicki,
- Jan Gruszczyński.

i dwóch radiotelegrafistów: 
- Mieczysław Hejman,
- Wacław Stec.

Po przybyciu do kraju Grupa Inicjatywna nawiązała łączność radiową z centralą Głównego Zarządu Wywiadowczego (wywiad wojskowy Armii Czerwonej, od lutego 1942 GRU).